# Ризниця

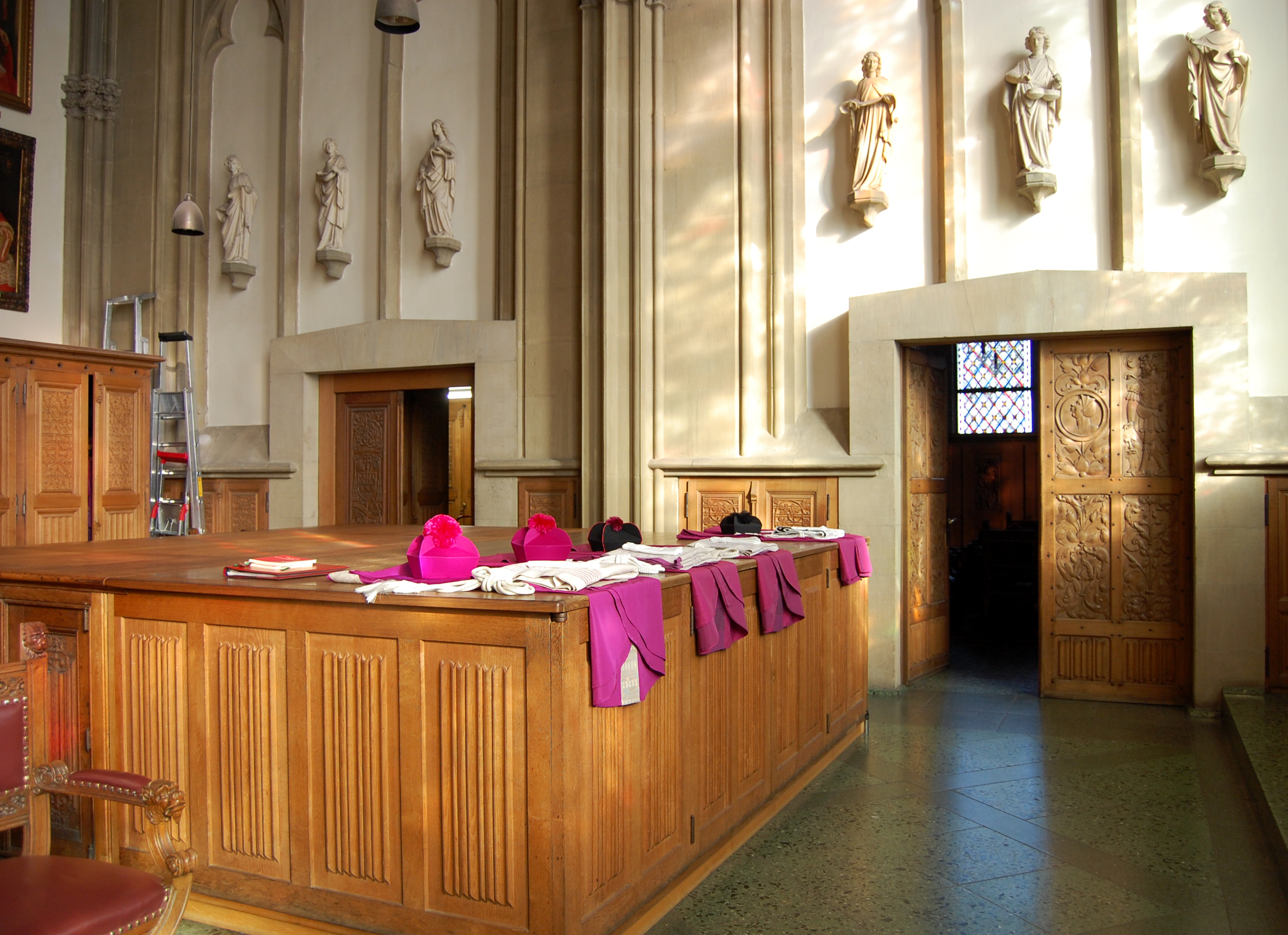
Ризниця

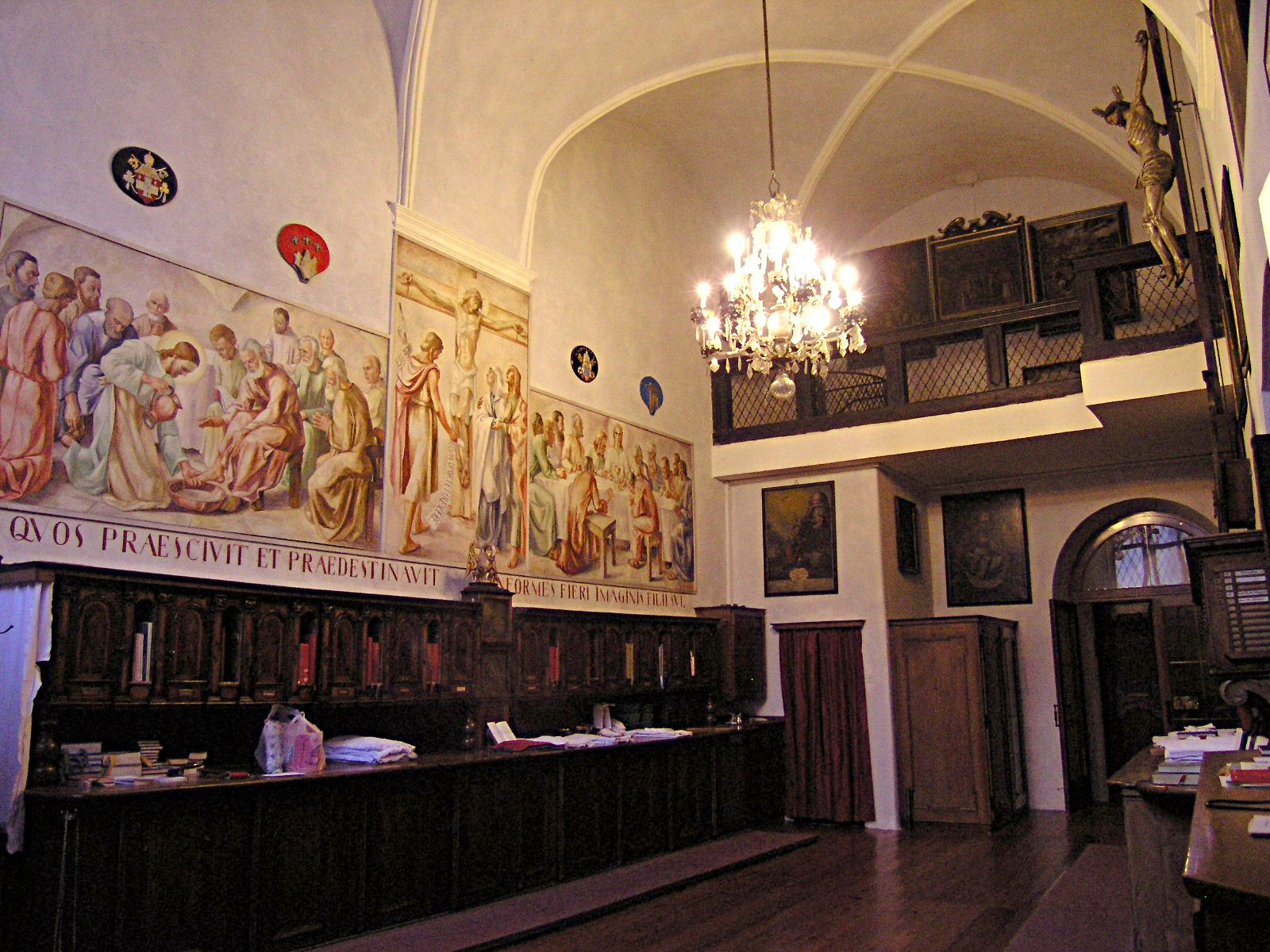
Захристя Брессанонської катедри (Італія)

Ри́зниця, захристія, захристя (лат. sacristia, від sacrum — священне начиння) — приміщення біля вівтарної частини християнського храму, призначене для зберігання предметів культу.
У християнських храмах захристя є приміщенням, розташованим збоку чи перед вівтарем, в якому зберігається культове начиння (священний посуд, богослужбове вбрання священнослужителів, богослужбові книги тощо.), здійснюється облачення священнослужителів, а також інші обряди. Відомі ризниці й у вигляді окремо розташованих будівель.

## Католицька церква
У католицькій церкві ризниця також називається сакристія. Перед початком меси з захристя лунає дзвін, що сповіщає парафіянам про початок богослужіння. Меса починається з урочистого виходу священиків з захристя, після закінчення меси священики знову повертаються до захристя.
Миряни допускаються в захристя лише не під час меси й у разі наглої необхідності поговорити з священиком.

## Православна церква
У православних храмах ризниці бувають двох видів:
- Мала ризниця, що іменується дияконник, знаходиться в одному з вівтарів за іконостасом, звичайно праворуч від горішнього місця. Це один або кілька закритих ризничних шаф, у яких зазвичай зберігаються поточне богослужбове вбрання, церковне начиння і богослужбові книги.
- Велика ризниця є окремою кімнатою поза вівтарем, чи прибудову (наприклад, при великому соборі), або окремою будівлею (наприклад, у монастирі).